# Promenada imienia Wisławy Szymborskiej w Kórniku
Promenada imienia Wisławy Szymborskiej w Kórniku – ciąg komunikacyjny w Kórniku, wzdłuż Jeziora Kórnickiego, oddany do użytku w 2010. Budowa została sfinansowana ze środków Unii Europejskiej. 
Nazwa promenady została nadana uchwałą nr XIX/229/2012 Rady Miejskiej w Kórniku z dnia 28 marca 2012 r., dla upamiętnienia urodzonej na Prowencie w Kórniku Wisławy Szymborskiej, polskiej poetki, laureatki Nagrody Nobla w dziedzinie literatury z 1996.

## Przebieg
Promenada biegnie od ulicy Zamkowej do ulicy Jeziornej. Łączy trzy niezależne kiedyś miejscowości: Kórnik, Prowent i Bnin. Ma długość 1,8 km i 1,5 m szerokości. Umożliwia poruszanie się pieszym oraz rowerzystom. Na promenadzie odbywają się cykliczne zawody biegowe: Bieg Zamoyskiego oraz Triathlon Kórnik.
Obiekty w pobliżu promenady:
- zamek w Kórniku,
- Jezioro Kórnickie,
- Prowent,
- Kórnicki Ośrodek Kultury,
- dom urodzin Wisławy Szymborskiej,
- Ławeczka Wisławy Szymborskiej.

## Galeria

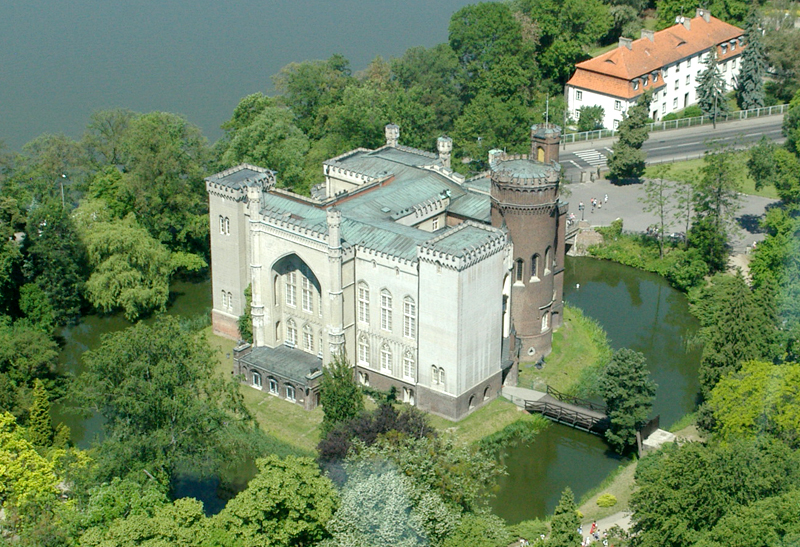
Początek promenady między jeziorem a zamkiem
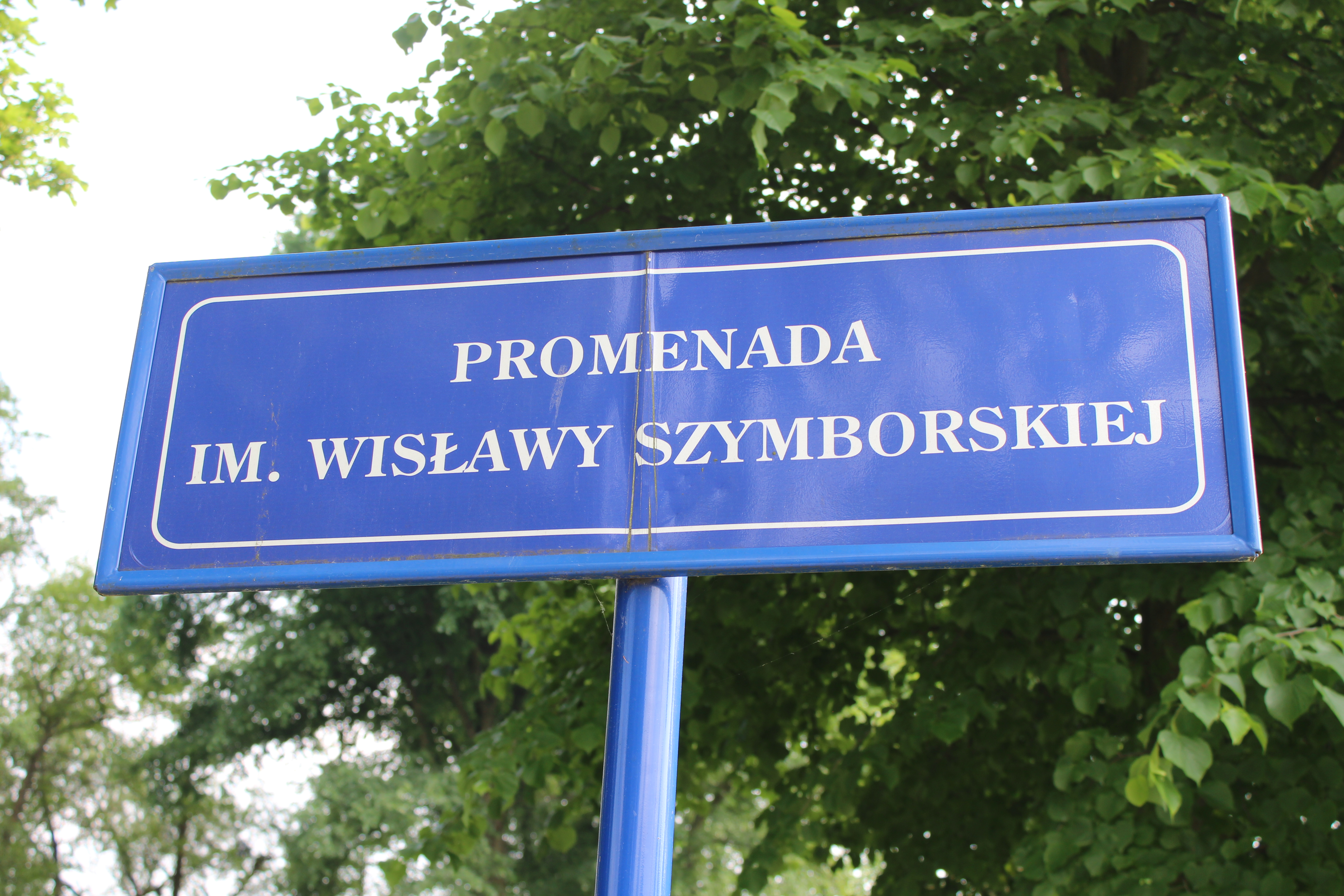
Tablica z nazwą promenady
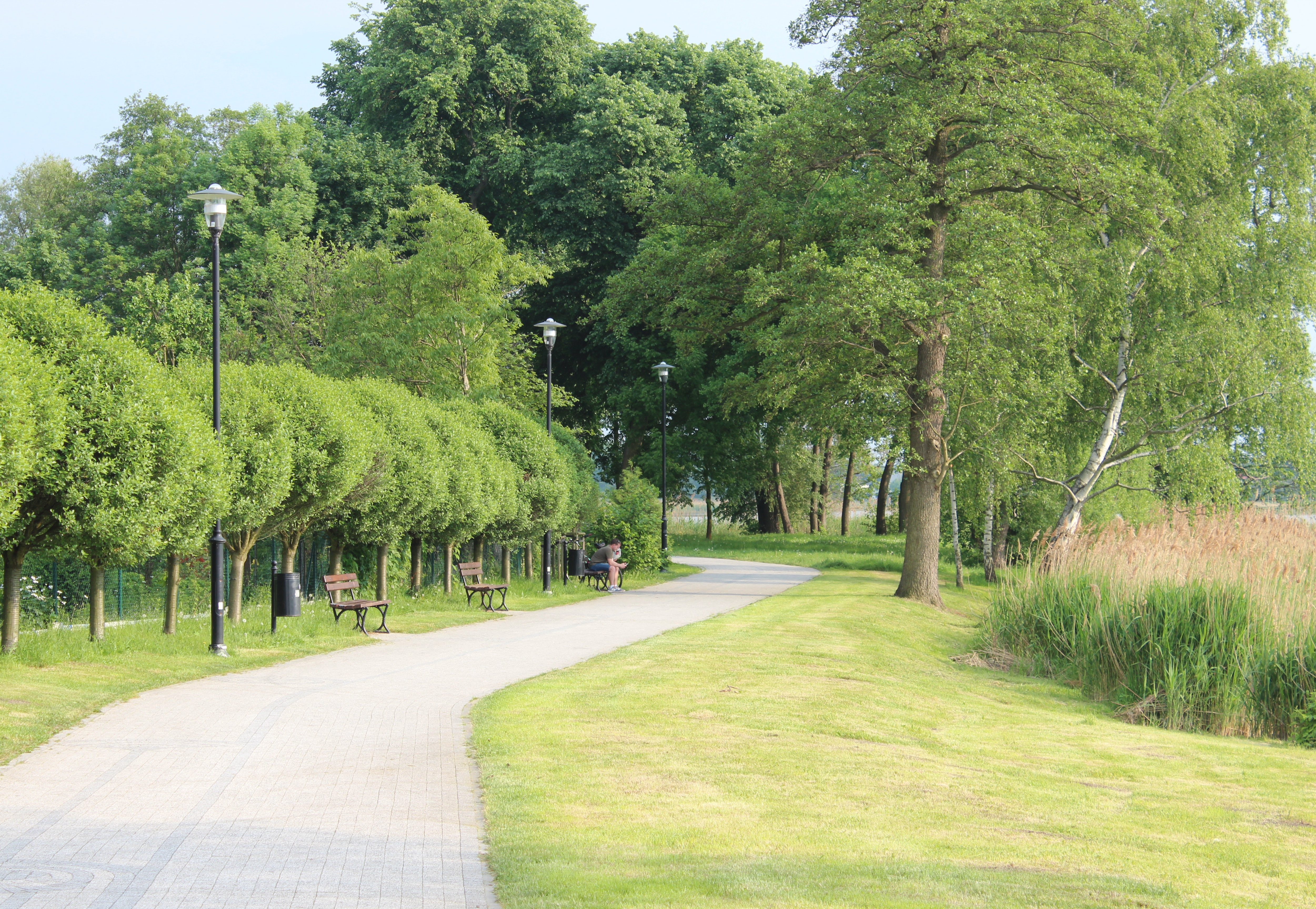
Widok na promenadę
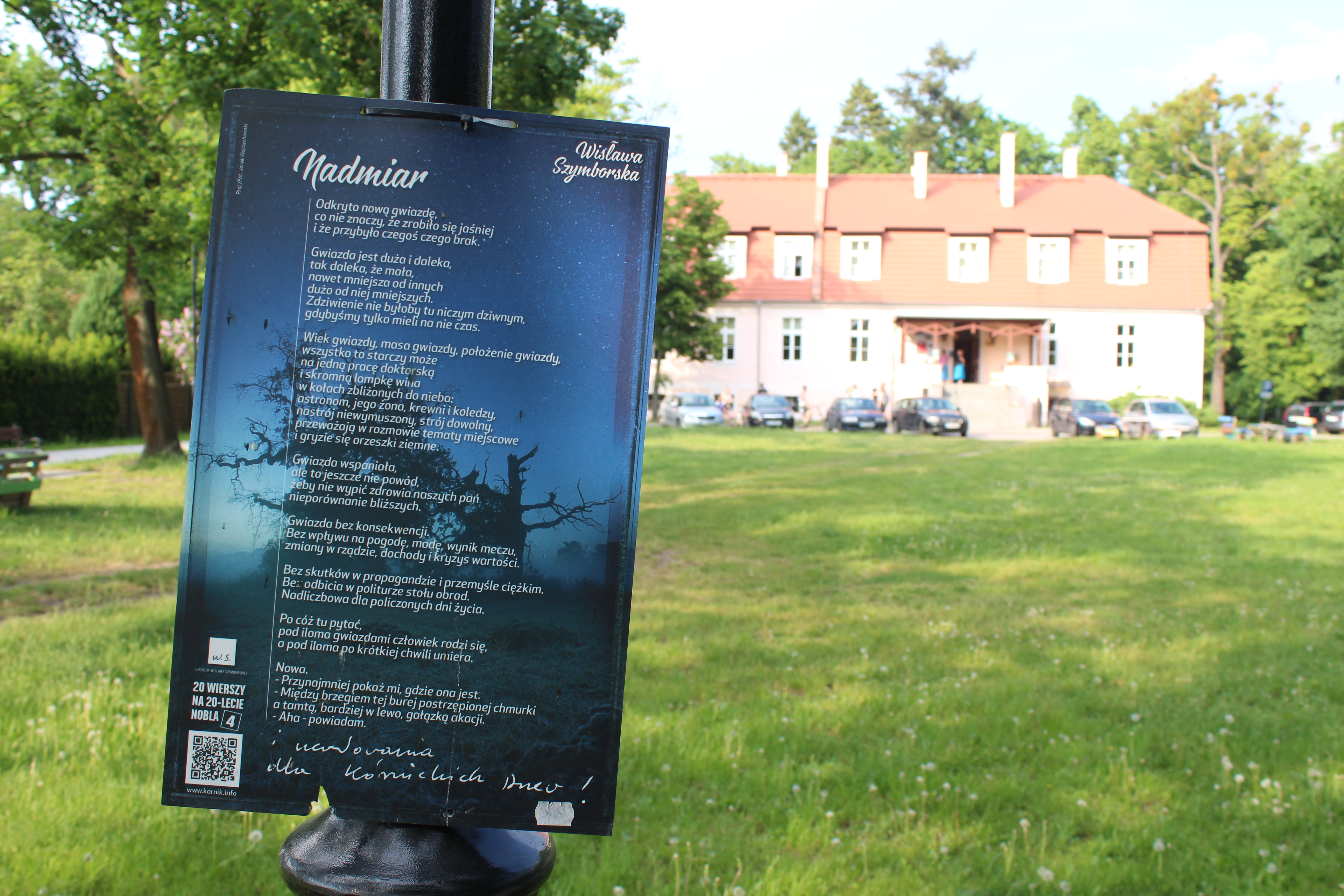
Tablice z wierszami Wisławy Szymborskiej na promenadzie
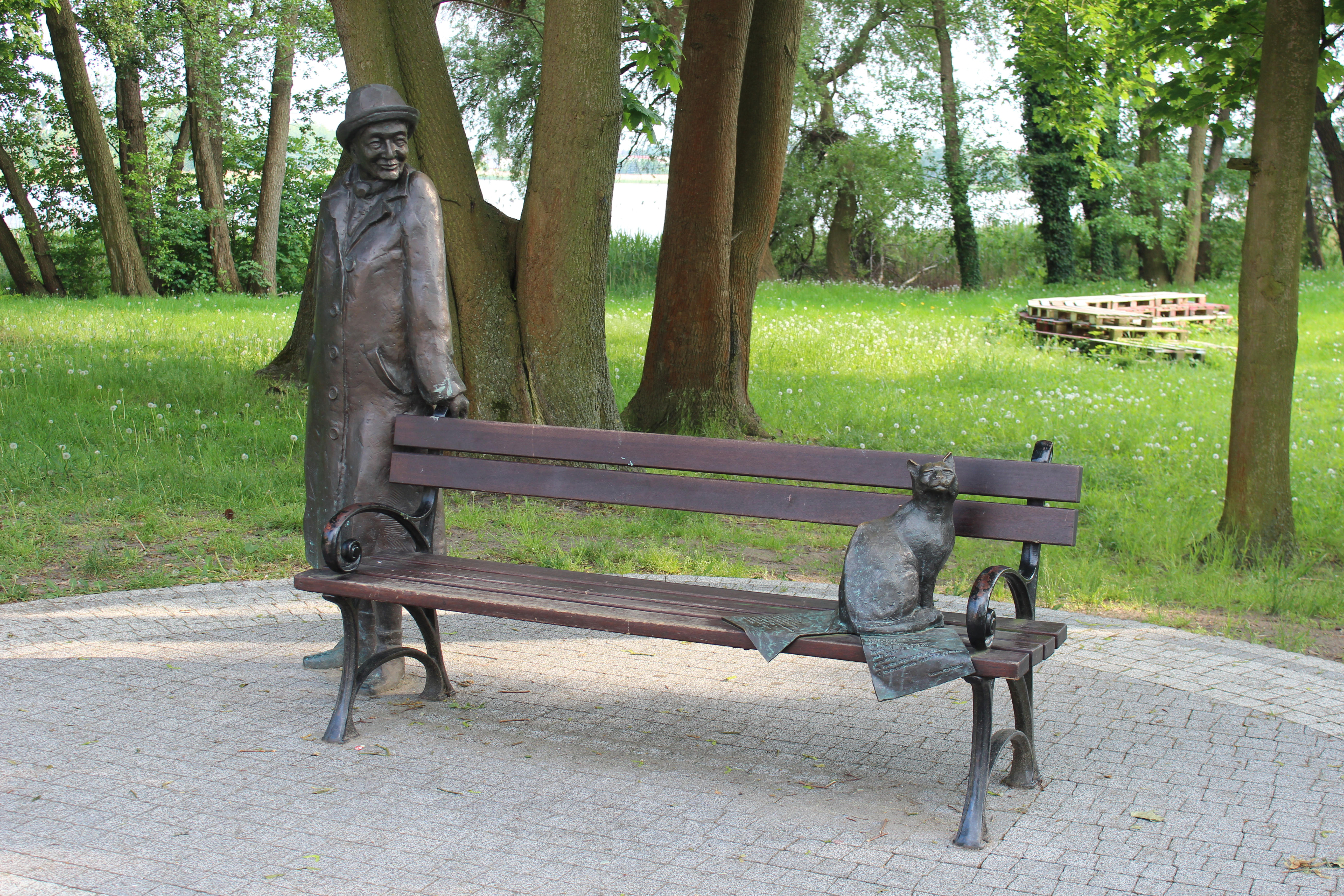
Ławeczka Wisławy Szymborskiej
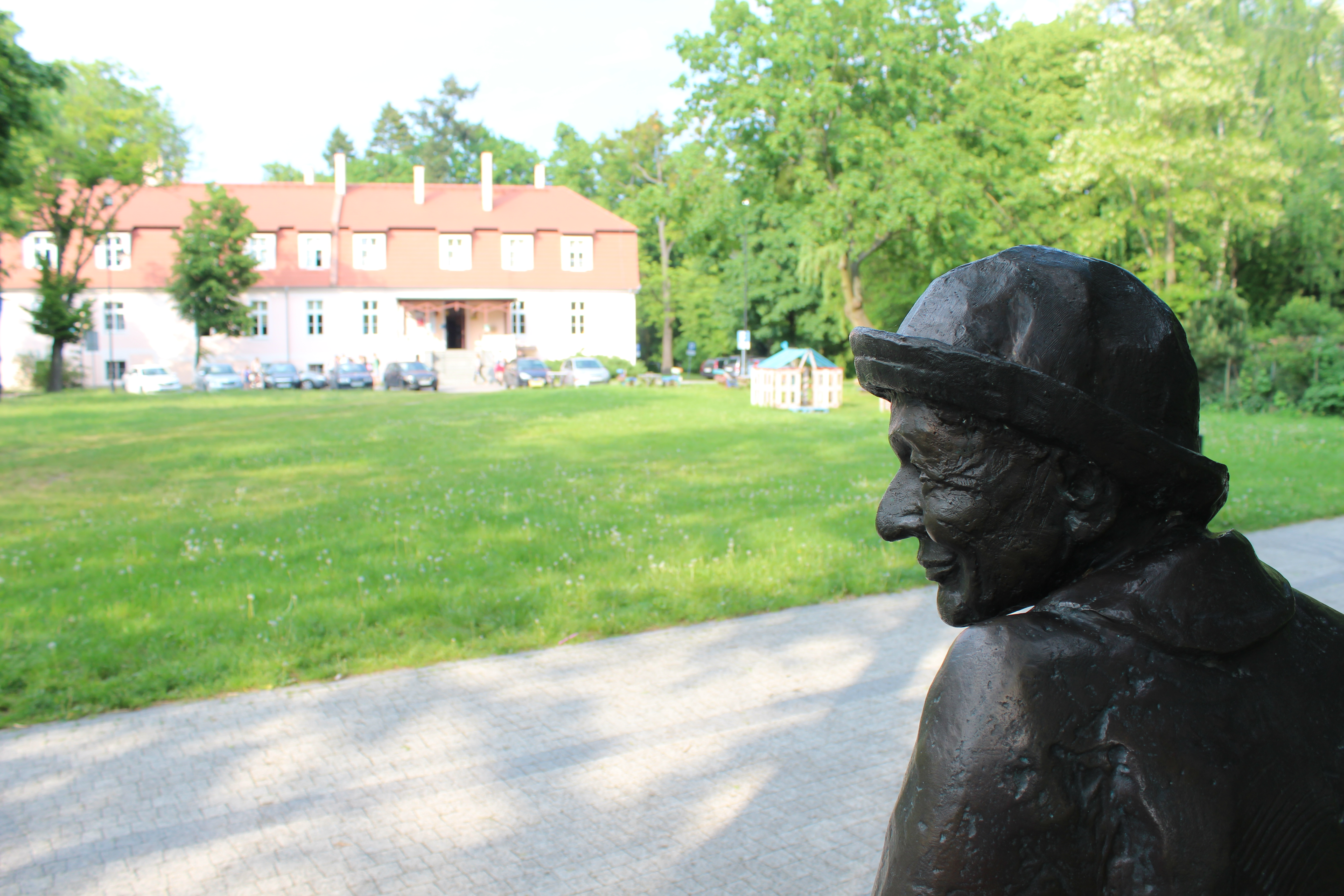
Pomnik Wisławy Szymborskiej, w tle Kórnicki Ośrodek Kultury